# Ol'ga Domuladžanova
Ol'ga Vital'evna Domuladžanova (in russo Ольга Витальевна Домуладжанова?; Tashkent, 12 gennaio 1969 – 14 maggio 2021) è stata una pugile e dirigente sportiva russa.

## Biografia
Fu tre volte campionessa della Russia, tre volte vincitrice della Coppa di Russia e due volte vincitrice della Coppa dei Campioni. Divenne campionessa ai Mondiali di pugilato dilettantistico femminile del 2001 e agli Europei di pugilato dilettantistico femminile del 2001. Dal 2010 fu direttrice del Centro di formazione delle squadre nazionali russe.
Morì il 14 maggio 2021, all'età di 52 anni, per complicazioni da COVID-19.